# Orses cynisca
Orses cynisca är en fjärilsart som beskrevs av William Swainson 1821. Orses cynisca ingår i släktet Orses och familjen tjockhuvuden. Inga underarter finns listade i Catalogue of Life.

## Bildgalleri

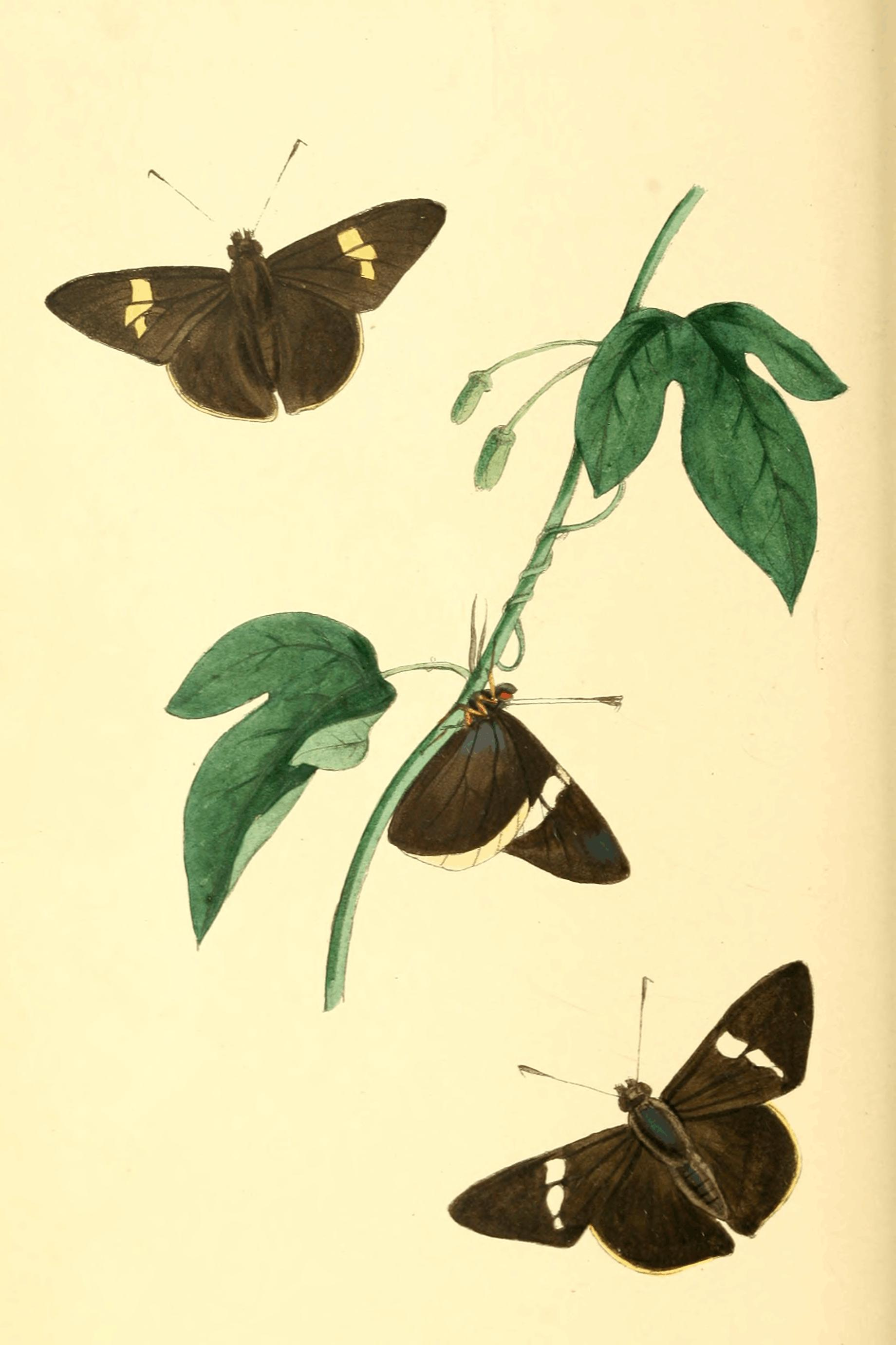